# Municipio de Santa Cruz Quilehtla
El municipio de Santa Cruz Quilehtla es uno de los 60 municipios que conforman el estado de Tlaxcala en los Estados Unidos Mexicanos. Su cabecera es la localidad de Santa Cruz Quilehtla. El municipio fue de los últimos en fundarse en el estado de Tlaxcala a partir del decreto del 11 de agosto de 1995 del Congreso del Estado separándose del municipio de Acuamanala de Miguel Hidalgo. De acuerdo con la información del Instituto Nacional de Estadística, Geografía e Informática, el municipio de Santa Cruz Quilehtla comprende una superficie de 5.400 kilómetros cuadrados, lo que representa el 0.13 por ciento del total del territorio estatal, el cual asciende a 4 060.923 kilómetros cuadrados.

## Ubicación
El municipio se encuentra ubicado al sur del estado de Tlaxcala teniendo los siguientes límites municipales:
- Norte: Tepeyanco
- Sur: Santa Catarina Ayometla
- Este: Acuamanala de Miguel Hidalgo
- Oeste: Zacatelco